# Загорье (Островский район)
Загорье — деревня в Шиковской волости Островского района Псковской области.
Расположена в 60 км к востоку от города Острова и в 9 км к северо-востоку от волостного центра, деревни Шики.
Численность населения деревни по состоянию на 2000 год составляла 11 человек.

## Имение Дерюгиных
В документах за 1872-1873 гг. о ходе выкупной операции в связи с освобождением крестьян от крепостной зависимости можно увидеть, что Загорье принадлежало потомственному дворянину Михаилу Дмитриевичу из рода Дерюгиных.